# Александър Шаламанов
Александър Стефанов Шаламанов (известен с прякора Шами) e български футболист, волейболист, скиор и футболен треньор. Считан е за най-добрия десен защитник на националния отбор по футбол на България за всички времена. На този пост през 1966 г. е избран в идеалния отбор на световното първенство и е включен в идеалния отбор на света.

## Кариера
Играе като десен бек. Започва да тренира в школата на Левски София, след което преминава в школата на Славия София от 1958. Следва период в младежите на ЦСКА, като влиза в групите на първия тим през сезони 1960/61 и 1961/62, но дебютира през сезон 1962/63. През 1962 преминава в Славия София, където играе до прекратяване на кариерата си през 1974, като разбира се в периода 1969 до 1971 е в тима на обединения с Локомотив София – ЖСК Славия София. Шампион на България през 1960/61 и 1961/62 с ЦСКА, носител на купата на Съветската армия през 1960/61 с ЦСКА и през 1962/63; 1963/64; 1965/66 със Славия София. Вицешампион през 1966/67 и бронзов медалист през 1963/64, 1964/65, 1965/66, 1969/70 и 1972/73 със Славия. В А РФГ има 265 мача (262 за Славия и 3 за ЦСКА) и 10 гола. Обявен е за спортсмен №1 през 1967 и 1973 и за футболист №1 на България за 1963 и 1966 на трето място в анкетата през 1964, 1967 и 1972 години. Заслужил майстор на спорта от 1965. В европейските клубни турнири е изиграл 26 мача и е отбелязал 1 гол (16 мача за КНК и 10 мача с 1 гол за купата на УЕФА). Полуфиналист за КНК през 1967. През 1974 е включен от спортните журналисти в идеалния отбор на страната за 30-летието (1944 – 1974). През 2011 е избран от читателите в идеалния отбор на България за всички времена на поста десен защитник. Играта му се отличава със сигурност, самоотверженост и коректно поведение на терена. Освен футболист е и волейболист и скиор алпийски дисциплини. Като скиор участва на зимната олимпиада през 1960 в Скуо Вали САЩ. Печели и две републикански титли в слалом и гигантски слалом. Кариерата си на скиор прекратява през 1965.
В А националния отбор има 42 мача и 1 гол, за Б националния има 1 мач, за младежкия има 3 мача и за юношеския – 4 мача. Участвал е на финалите на две световни първенства (Англия – 1966, в 2 мача и Мексико – 1970, в 3 мача). През 1966 г. е избран в разширения състав на идеалния отбор на световното първенство на поста десен защитник и е включен в идеалния отбор на света, подбран от изданието World Soccer.
След прекратяване на футболната си кариера работи като футболен треньор. В началото на 80-те години е помощник треньор на Славия София, а в периода 1983 – 1984 е старши треньор на Славия София.

## Успехи
Национални 
със Славия (София)
- А група:
  -  Вицешампион (1): 1967
    -  Бронзов медалист (5): 1964, 1965, 1966, 1970 и 1973

- Купа на Съветската армия:
  -  Носител (1): 1975
    - Финалист (1): 1972

с ЦДНА
- Шампион (1): 1960/61

Лични
- Спортсмен №1 на България (2): 1967, 1973
- Футболист №1 на България (2): 1963, 1966
- Участва на зимната олимпиада през 1960 г. в Скуо Вали, (САЩ) в отбора по ски